# Ingeborg Bachmann
Ingeborg Bachmann (25 de junho de 1926 - 17 de outubro de 1973) foi uma escritora, prosadora, roteirista, dramaturga e poeta austríaca. Está entre autores de língua alemã do pós-guerra mais conhecidos internacionalmente. Ela ganhou destaque já com a publicação de seu primeiro livro, a coletânea de poemas Die gestundete Zeit, em 1953.

## Biografia
Primeira filha do professor escolar, Mathias Bachmann, que se juntou ao Partido Nazista em 1932, e da dona de casa Olga Bachmann, Ingeborg Bachmann nasceu em Klagenfurt, Áustria. Estudou filosofia e direito nas universidades de Innsbruck, Graz e Viena.
Em Viena, no ano de 1948, conhece e se apaixona pelo poeta surrealista e refugiado judeu Paul Celan, que estava de passagem por aquela cidade, passando ambos cerca de dois meses juntos. Continuam, à distância, um complexo relacionamento amoroso que muito influenciará a produção poética de ambos. Podemos acompanhar a relação entre ambos a partir da correspondência entre Paul Celan e Ingeborg Bachmann.
Em 1950, obteve o seu doutorado em filosofia com a tese intitulada A Recepção Crítica da Filosofia Existencialista de Martin Heidegger. Seu interesse em linguística a leva a estudar Ludwig Wittgenstein, sobre quem ainda publicará um ensaio conjunto. Após sua formatura, trabalha como roteirista e editora da rádio austríaca Rot-Weiss-Rot.
Em 1952, a poeta conhece o jovem compositor musical Hans Werner Henzel e parte com ele para a Itália, onde permanece por quatro anos. Apesar da relação fraternal, em virtude da homossexualidade de Henzel, chegaram a cogitar um casamento de fachada. 
Em 1958, Ingeborg conhece o escritor Max Frisch, em Frankfurt, com quem vai morar em 1960. Dividem seu tempo entre Frankfurt e Roma e, dois anos depois, a relação chega ao fim.
Como muitos dos escritores de língua germânica do pós-guerra, ela começa sua carreira de poeta no Grupo 47, movimento poético de vanguarda na República Federal Alemã que revelaria nomes como o de Günter Grass e que dominaria as letras germânicas desde sua fundação em 1947 até sua dissolução em 1966. Como os integrantes do grupo, Ingeborg buscava uma renovação na linguagem. Sua poesia, elegante, mas com tons sombrios, mostra influência da Antiguidade clássica, do surrealismo e de escritores como Klopstock e Rainer Maria Rilke.
A partir do ano de 1960, a escritora deixa de produzir poesia e se fixa na prosa, tomando mais como objeto temas sociais. Em 1964, recebeu o Prêmio Georg Büchner, o mais importante das letras alemã, como reconhecimento pelo conjunto de sua obra. 

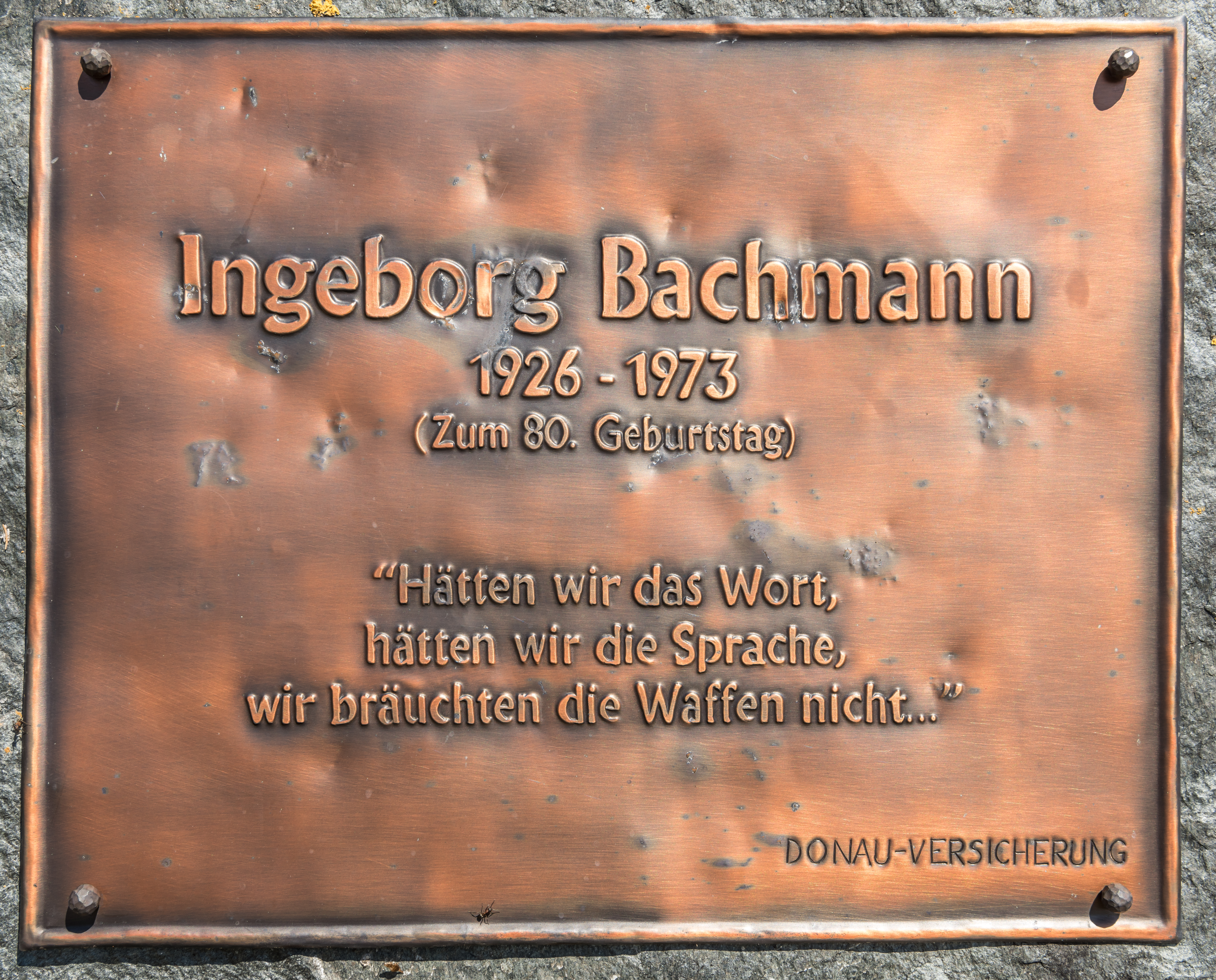
Sepultura de Bachmann no Cemitério Central Annabichl, na Áustria.

Também é autora de ficção, com destaque para o livro de contos Urubus, que foi traduzido para diversas línguas, ganhou o prêmio Jabuti e ficou em segundo lugar no Prêmio Clarice Lispector, promovido pela Biblioteca Nacional Brasileira. 
Ingeborg Bachmann morreu em um hospital em Roma, com queimaduras pelo corpo, três semanas depois de um incêndio em seu quarto de hotel, em 17 de outubro de 1973. A real causa de tal incêndio, chegou a ser apontada como sendo a de um cigarro aceso, permanece desconhecida. Está sepultada no Zentralfriedhof Annabichl.
Desde o ano de 1977 existe na sua cidade natal um concurso literário que leva seu nome.

## Obras

### Colectâneas de Poesia
- 1953: Ingeborg Bachmann
- 1956: Anrufung des Grossen Bären
- 2000: Ich weiß keine bessere Welt. (Poemas não publicados)
- 2006: Darkness Spoken: The Collected Poems of Ingeborg Bachmann.

### Peças para rádio
- 1952: Ein Geschäft mit Träumen
- 1955: Die Zikaden
- 1959: Der gute Gott von Manhattan (venceu o Hörspielpreis der Kriegsblinden de 1959)

### Libretos
- 1960: Der Prinz von Homburg
- 1965: Der junge Lord

### Colectâneas de contos
- 1961: Trinta anos - no original Das dreißigste Jahr
- 1972: Simultan/Three Paths to the Lake

### Romances
- 1971: Malina

### Romances por terminar
- 1955:Todesarten/The Book of Franza & Requiem for Fanny Goldmann

### Ensaios e discursos públicos
- 1959: Die Wahrheit ist dem Menschen zumutbar (discurso poético numa apresentação de prémios alemães)
- 1955: Frankfurter Vorlesungen (aula sobre os problemas da literatura contemporânea)

### Cartas
- Ingeborg Bachmann-Paul Celan: Correspondence (cartas trocadas entre Ingeborg e Paul Celan, publicadas em 2010 por Seagull Books)
- Letters to Felician (cartas para um correspondente imaginário, escritas em 1945, publicadas postumamente).
- War Diary